# هيرواكي هارادا
هيرواكي هارادا (باليابانية: 原田裕成) هو دراج ياباني، ولد في 11 أغسطس 1993.

## وصلات خارجية
- هيرواكي هارادا على موقع الاتحاد الدولي للدراجات (الإنجليزية)
- هيرواكي هارادا على موقع أرشيف الدراجات (الإنجليزية)
- هيرواكي هارادا على موقع إحصائيات الدراجات الإحترافية (الإنجليزية)
- هيرواكي هارادا على موقع نسبة الدراجات (الإنجليزية)